# Viktor Neumann (Jurist)
Viktor Neumann (* 15. Januar 1868 in Weimar; † 28. März 1922 ebenda) war ein deutscher Jurist, Ministerialbeamter und Landtagsabgeordneter.

## Leben
Viktor Neumann studierte Rechtswissenschaften und wurde 1890 Gerichtsreferendar und vier Jahre später Gerichtsassessor. 1894 wurde er Rechtsanwalt in seiner Geburtsstadt Weimar und erhielt im gleichen Jahr seine Zulassung für das Landgericht Weimar. U. a. 1903 vertrat er Emma Pollmer, die als Zeugin gegen ihren ehemaligen Ehemann Karl May aussagen sollte, die Aussage aber verweigerte und Neumann nicht von seiner Schweigepflicht entband. Daraufhin musste das Verfahren eingestellt werden. Neumann hatte Pollmer auch während ihrer Scheidung von May vertreten.
1907 wurde er Vortragender Rat im Finanzdepartement im Staatsministerium Weimar. 1912 wurde er Direktor. 1917 veröffentlichte er das Buch Steuern und Zölle.
1919 war er als Ministerialdirektor im Finanzministerium von Sachsen-Weimar-Eisenach und war im gleichen Jahr stellvertretendes Mitglied im Staatenausschuss für Sachsen-Weimar-Eisenach. Als Anfang 1919 Walter Gropius die Großherzoglich-Sächsische Kunstgewerbeschule Weimar umgestalten wollte, hatte Neumann als Leiter der Ministerialabteilung der Finanzen der Finanzierung von staatlicher Seite einen Einspruch erhoben, aber betont, dass es keinen grundsätzlichen Widerstand gegen die Pläne Gropius vorlägen. Letztendlich schaffte es Gropius die Finanzierung anderweitig zu realisieren, sodass im April 1919 das Staatliche Bauhaus zu Weimar entstehen konnte.
In der ersten und einzigen Wahlperiode des Landtages des Freistaates Sachsen-Weimar-Eisenach 1919/1920 war Neumann für die DVP Landtagsmitglied. Anschließend war er bis zu seinem Tod 1922 für die gleiche Partei Mitglied des Landtags von Thüringen.